# Diplacanthopoma jordani
Diplacanthopoma jordani är en fiskart som beskrevs av Garman, 1899. Diplacanthopoma jordani ingår i släktet Diplacanthopoma och familjen Bythitidae. Inga underarter finns listade i Catalogue of Life.